# چانگشی
چانگشی (انگلیسی: Changshi; تولد نامشخص – ۱۳۳۷) یکی از آخرین خان‌های مؤثر خانات جغتای بود. پدرش شاهزاده ابوگن بود که پسر دووا (خان)، خان چغتای بود.